# Japanisches Rotes Kreuz

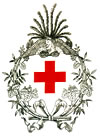
Wappen des Japanischen Roten Kreuz

Die Flagge des JRK

Das Japanische Rote Kreuz (japanisch 日本赤十字社, Nihon Sekijūji-sha; Kurzform 日赤, Nisseki) ist die Nationale Rotkreuz-Gesellschaft in Japan nach den Genfer Abkommen und als solche Teil der Internationalen Rotkreuz- und Rothalbmond-Bewegung mit Hauptsitz in Tōkyō. Ehrenpräsidentin ist die jeweilige Kaiserin, Ehrenvizepräsidenten sind das Kronprinzen-Paar und weitere Mitglieder des Kaiserhauses.

## Geschichte

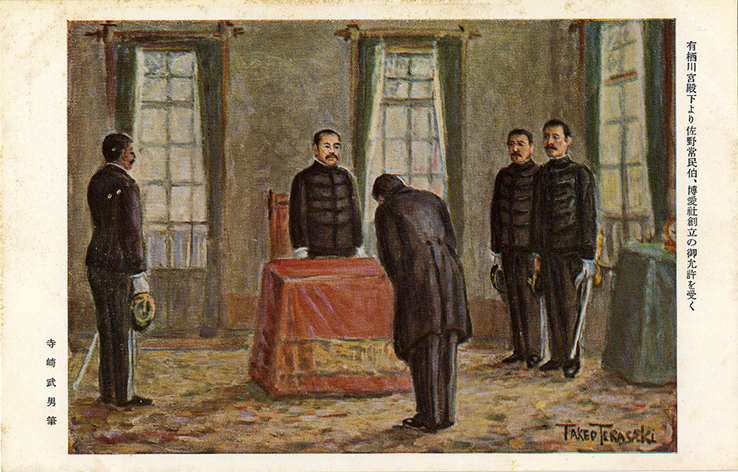
Prinz Arisugawa Taruhito gewährt 1877 Sano Tsunetami die Erlaubnis zur Gründung der Hakuai-sha

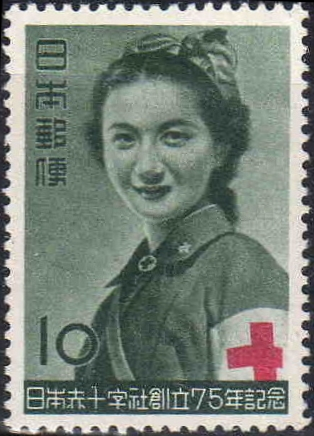
Briefmarke zum 75. Jahr des Bestehens 1952

Während der Satsuma-Rebellion 1877 brachten das Mitglied des Ältestenrates der Regierung Sano Tsunetami (1822–1902), und Ogyū Yuzuru (1839–1910) eine Gruppe von freiwilligen Helfern zur Versorgung von Verwundeten zusammen, mit denen am 1. Mai 1877 die Hakuai-sha (博愛社), auf Deutsch etwa „Philanthropischen Gesellschaft“, gegründet wurde. Als Japan 1886 der Genfer Konvention beitrat, nannte sich die Hakuren-sha im Jahr darauf in „Japanisches Rotes Kreuz“ um und wurde vom Internationalen Roten Kreuz als Mitglied aufgenommen. – Die Tätigkeit des Japanischen Roten Kreuzes ist durch das Gesetz 309 vom 14. August 1947 geregelt. 1890 wurde mit der Ausbildung von Krankenschwestern begonnen.

## Organisation
Das Japanische Rote Kreuz betreibt 104 medizinische Einrichtungen, 19 Einrichtungen für Krankenschwestern und anderes Personal, 234 Einrichtungen im Rahmen des Blutspende-Programms und 29 Wohlfahrtseinrichtungen. In diesen Einrichtungen werden mehr als 65.000 Mitarbeiter beschäftigt.
Derzeitiger Präsident ist Yoshiharu Otsuka. Stand 31. März 2020 hat die Gesellschaft etwa 150.000 Mitglieder und wird von 80.000 korporativen Mitgliedern unterstützt.

## Aufgaben
Die Aufgaben gliedern sich in folgende Bereiche:
- Einsatz bei Notfällen und Katastrophen im Inland unter besonderer Berücksichtigung der Erdbebengefahr.
- Medizinische Dienste: Das JRC betreibt 92 Krankenhäuser mit mehr als 20 Betten, dazu zahlreiche weitere Einrichtungen. Die meisten der Krankenhäuser sind für Katastrophenhilfe ausgerüstet.
- Sicherheitsdienste: Ausbildung zur Ersten Hilfe, zur Hilfe auf dem Wasser und im Schnee.
- Wohlfahrtsdienste für die stark alternde Bevölkerung.
- Durchführung eines Blutspende-Programms, innerhalb dessen etwa 5 Millionen Japaner pro Jahr Blut spenden.
- Unterhaltung von sechs Kollegs und 17 Ausbildungsstätten für Krankenschwestern und Hilfspersonal.
- Aufbau und Förderung der Jugendorganisation „Shōnen Sekijūji“ (少年赤十字), die etwa 3 Millionen Mitglieder hat.
- Aufbau und Förderung der freiwilligen Helfer im Rahmen der „Sekijūji Hōshi-dan“ (赤十字奉仕団). Dazu wird jedes Jahr im Mai eine Kampagne zur Anwerbung neuer Rotekreuz-Helfer veranstaltet.
- internationale Aktivitäten

## Gliederung
Der Sitz der Gesellschaft ist Tokio, darunter gibt es jeweils Zentralen in den 47 Präfekturen. Die Geschäftsführung hat 223 Mitglieder, die Gesellschaft ist gegliedert in die Abteilungen: Verwaltung, Operative Abteilung, Wohlfahrts-Abteilung, Blutdienste-Abteilung und Öffentlichkeitsarbeit.

## Finanzierung (2013, in Milliarden Yen)
| Bereich                    | Einnahmen | Ausgaben | Differenz |
| Allgemein                  | 68        | 64       | 4         |
| Medizinische Einrichtungen | 977       | 970      | 7         |
| Blutspende                 | 167       | 177      | −10       |
| Wohlfahrt                  | 18        | 14       | 4         |

## Sonstiges

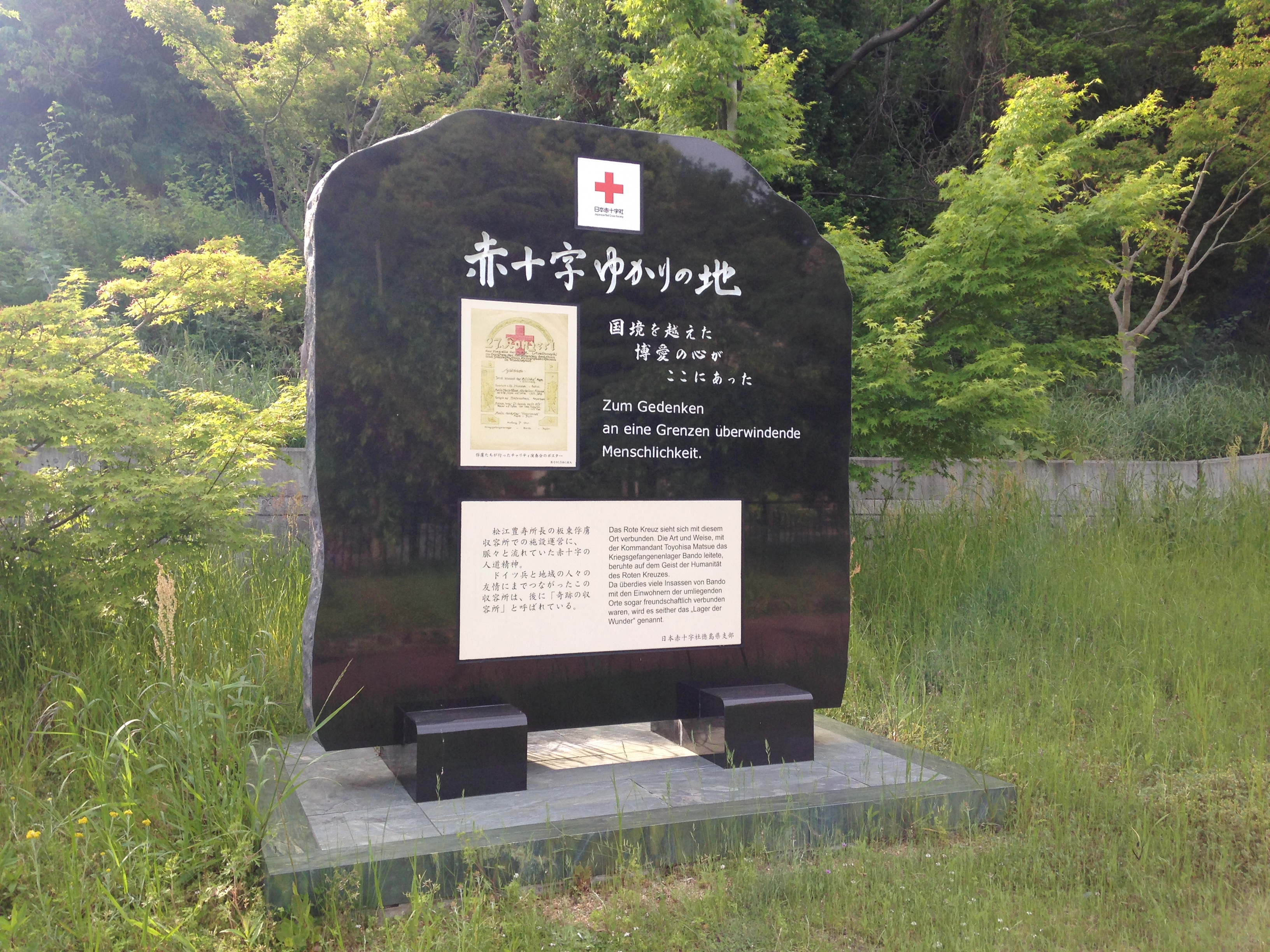
Gedenkstein im ehemaligen Kriegsgefangenenlager Bandō

Das Japanische Rote Kreuz hat mit einem Gedenkstein den Lagerkommandanten, Matsue Toyohisa (松江豊寿; 1875–1952), für seinen Umgang mit den deutschen Kriegsgefangenen des Lagers Bandō (heute innerhalb der Stadt Naruto gelegen) geehrt.